# Терпуговский сельсовет
Терпуговский сельсове́т — муниципальное образование со статусом сельского поселения в Варгашинском районе Курганской области Российской Федерации.
Административный центр — село Терпугово.
Законом Курганской области от 4 марта 2020 года № 6 Ошурковский, Просековский и Терпуговский сельсоветы были присоединены к Верхнесуерскому сельсовету.

## История
В соответствии с Законом Курганской области от 6 июля 2004 года № 419 сельсовет наделён статусом сельского поселения.

## Население
| 2002 | 2010 | 2012 | 2013 | 2014 | 2015 | 2016 |
| ---- | ---- | ---- | ---- | ---- | ---- | ---- |
| 379  | ↘320 | ↘318 | ↘297 | ↘291 | ↘277 | ↘274 |
| 2017 | 2018 | 2019 | 2020 |      |      |      |
| ↗275 | ↘273 | ↘272 | ↘260 |      |      |      |

## Состав сельского поселения
| № | Населённый пункт | Тип населённого пункта       | Население |
| - | ---------------- | ---------------------------- | --------- |
| 1 | Терпугово        | село, административный центр | ↘260      |